# 아라이촌 (아이치현)
아라이촌(新居村)은 아이치현 히가시카스가이군에 설치되었던 촌이다. 현재의 오와리아사히시에 해당한다.